# Johan Landsberg
Johan Landsberg (* 30. Dezember 1974 in Stockholm) ist ein ehemaliger schwedischer Tennisspieler, der seine beste Platzierung in Weltrangliste mit dem 48. Platz im Doppel erreichte.

## Karriere
Landsberg, ein Doppelspezialist, nahm im Laufe seiner Karriere an 21 Grand-Slam-Turnieren im Doppel teil. Bei fünf Grand-Slam-Turnieren spielte er zudem im Mixed, den French Open 2000 und den Wimbledon Championships von 2000 bis 2003. Sein bestes Ergebnis im Mixed war das Erreichen des Viertelfinals der Wimbledon Championships 2002 mit seiner Landsfrau Åsa Svensson. Im Herrendoppel erreichte er zweimal die dritte Runde, erstmals bei seinem Grand-Slam-Debüt bei den Australian Open 2000. Landsberg und sein Spielpartner Simon Aspelin besiegten in diesem Turnier die an Nummer sechs gesetzten Südafrikaner David Adams und John-Laffnie de Jager. Sein zweiter Auftritt in der dritten Runde fand bei den US Open 2002 mit Tom Vanhoudt statt. Seine anderen Herren-Doppelpartner bei Grand-Slam-Turnieren waren Stephen Huss, Thomas Johansson, Aleksandar Kitinov, Jarkko Nieminen, Peter Nyborg, Robin Söderling und Jeff Tarango.
Landsberg gewann während seiner Karriere zwei ATP-Doppeltitel, bei den Open 13 2000 und bei den Gelsor Open Romania 2001. Er hatte seinen letzten Auftritt auf der ATP World Tour bei den Catella Swedish Open 2007, wo er mit Jacob Adaktusson in der ersten Runde gegen Carlos Berlocq und Iván Navarro verlor. Landsberg trainiert jetzt den finnischen Tennisspieler Harri Heliövaara.
Sein letztes Turnier war die Doppel-Teilnahme am ITF Future Tour in Jounieh im Rahmen der ITF Future Tour 2015, wo er mit dem Libanesen Karim Alayli gegen den Deutschen Timon Reichelt und den Ägypter Sherif Sabry mit 1:6, 3:6 in der ersten Runde verlor.

## Erfolge
| Legende (Anzahl der Siege)                       |
| Grand Slam                                       |
| Tennis Masters Cup ATP World Tour Finals         |
| ATP Masters Series ATP World Tour Masters 1000   |
| ATP International Series Gold ATP World Tour 500 |
| ATP International Series ATP World Tour 250 (2)  |
| ATP Challenger Tour (6)                          |

| ATP-Titel nach Belag |
| Hartplatz (6)        |
| Sand (2)             |

### Doppel

#### Turniersiege

##### ATP Tour
| Nr. | Datum          | Turnier   | Belag     | Partner            | Finalgegner                             | Ergebnis          |
| --- | -------------- | --------- | --------- | ------------------ | --------------------------------------- | ----------------- |
| 1.  | Februar 2000   | Marseille | Hartplatz | Simon Aspelin      | Juan Ignacio Carrasco Jairo Velasco Jr. | 7:62, 6:4         |
| 2.  | September 2001 | Bukarest  | Sand      | Aleksandar Kitinov | Pablo Albano Marc-Kevin Goellner        | 6:4, 6:75, [10:6] |

##### Challenger Tour
| Nr. | Datum | Turnier      | Belag     | Partner            | Finalgegner                     | Ergebnis          |
| --- | ----- | ------------ | --------- | ------------------ | ------------------------------- | ----------------- |
| 1.  | 1999  | Kiew         | Sand      | Simon Aspelin      | Gábor Köves Thomas Strengberger | 6:3, 4:6, 6:2     |
| 2.  | 2002  | Heilbronn    | Hartplatz | Aleksandar Kitinov | František Čermák Ota Fukárek    | 6:75, 6:3, 6:1    |
| 3.  | 2003  | Heilbronn    | Hartplatz | Simon Aspelin      | Petr Pála Pavel Vízner          | 6:4, 6:4          |
| 4.  | 2005  | Budapest (2) | Hartplatz | Stephen Huss       | Amir Hadad Harel Levy           | 7:64, 6:1         |
| 5.  | 2005  | Granby       | Hartplatz | Lu Yen-hsun        | Philip Bester Frank Dancevic    | 4:6, 7:65, 7:5    |
| 6.  | 2005  | Kolding      | Hartplatz | Stephen Huss       | Frederik Nielsen Rasmus Nørby   | 1:6, 7:64, [10:8] |

#### Finalteilnahmen
| Nr. | Datum        | Turnier | Belag   | Partner      | Finalgegner                  | Ergebnis   |
| --- | ------------ | ------- | ------- | ------------ | ---------------------------- | ---------- |
| 1.  | Februar 2001 | Mailand | Teppich | Tom Vanhoudt | Paul Haarhuis Sjeng Schalken | 6:75, 6:74 |